# Writing's on the Wall
Writing's on the Wall è un singolo del cantautore britannico Sam Smith, pubblicato il 25 settembre 2015 come tema ufficiale del film Spectre della serie di James Bond.
Il brano ha vinto il Golden Globe per la migliore canzone originale nell'ambito dei Golden Globe 2016 ed è vincitore dell'Oscar alla migliore canzone nei Premi Oscar 2016.

## Descrizione
La canzone è stata scritta da Sam Smith e Jimmy Napes e prodotta da quest'ultimo insieme a Steve Fitzmaurice e ai Disclosure. Il cantante ha raccontato il significato del brano in un'intervista a Deadline Hollywood:

## Video musicale
Il video musicale, diretto dal regista Luke Monaghan, è stato girato a Roma e mostra il cantante che canta la canzone nei posti dove è stato girato il film. Il video è intervallato dalle scene del film.

## Successo commerciale
Il brano è stato il primo tema musicale di un film di James Bond a raggiungere la vetta della classifica britannica Official Singles Chart. Nel Regno Unito i precedenti temi Skyfall di Adele e A View to a Kill dei Duran Duran avevano raggiunto come posizione massima il secondo posto in classifica.

## Tracce
- Download digitale

1. Writing's on the Wall – 4:38

- CD singolo e vinile

1. Writing's on the Wall – 4:38
2. Writing's on the Wall (Instrumental) – 4:38

## Classifiche
| Classifica (2015) | Posizione massima |
| ----------------- | ----------------- |
| Lussemburgo       | 2                 |